# 修道院長宮

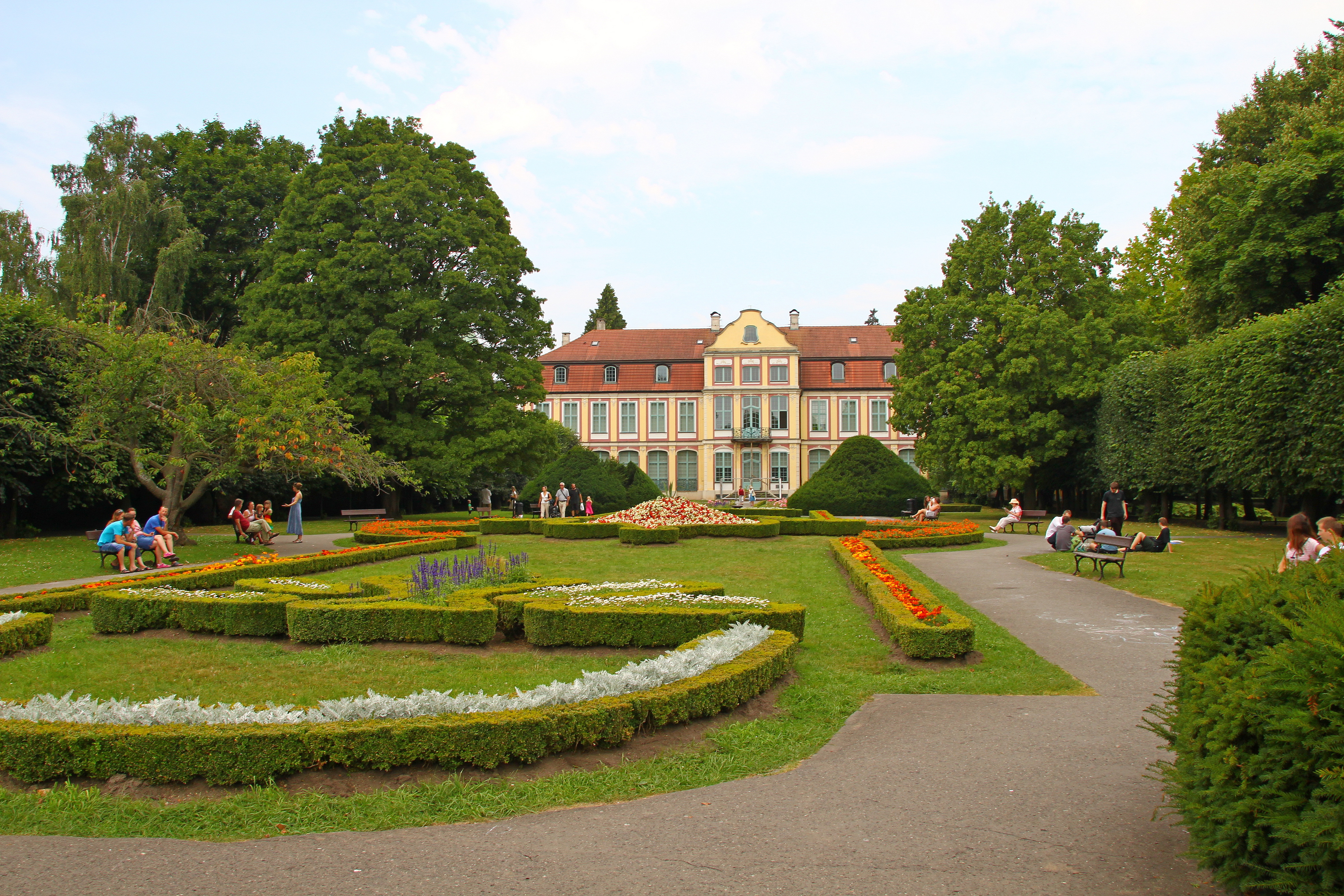
修道院長宮

修道院長宮（波蘭語：Pałac Opatów w Oliwie）是位於波蘭格但斯克的一座洛可可風格宮殿建築。

## 历史
宮殿始建於15世紀，分為舊宮和新宮。戰間期時這裡曾是博物館，展示格但斯克（但澤）地區的歷史。戰後則是一座美術館。